# 月岡站 (富山縣)
月岡站（日语：／ Tsukioka eki */?）是隸屬於富山地方鐵道的鐵路車站，座落於富山縣富山市月岡町，現時為無人站，是上瀧線中唯一能夠進行列車交換的中途站，超過四分三的班次都安排在此進行列車交換，車站名稱以明治時期所頒表的「町村制」法例下所成立的「月岡村」為名，不過，現時車站位置與月岡地區的中心地域相距甚遠，既遠離富山縣道43號，附近居民疏落，且而農地為主，因此每天的使用量頗低，除繁忙時間有較多通勤族及學生乘客外，其餘時間的業務均非常清閒。
於2011年上畫，由三浦友和及余貴美子所主演的電影《RAILWAYS 給不能傳達愛的大人們》中，本站是電影中高潮部份取景的地方。

## 車站結構
現時設有島式月台1個，提供1面2線配置，有效長度為3輛。列車採用右方入站，並一律採用左側乘降方式，與一般的鐵站車站不同，其中內線為側線，供上行列車使用；外線為主線，供下行列車使用。這樣做的其中一個主因，是因為閘口及月台之間以平交道連接，如果將內線作為上行列車使用時，列車靠站時仍未通過平交道，而下行線使用外側路軌進站，亦不會受平交道及電動欄杆的開合影響，因而能提供足夠的緩衝時間讓乘客可以趕上列車。
雖然是交換車站，但月台上並未有如南富山站或岩峅寺站般標示月台方向或月台編號，但對於日常使用的常客來講，卻沒有帶來太大的辨認問題。
與開發站相同，在月台中央設置了一座候車小屋，內設有候車長凳，但採用開放式入口設計。

### 月台配置
| 月台              | 路線    | 方向 | 目的地       | 備註 |
| ----------------- | ------- | ---- | ------------ | ---- |
| 內側 （靠向站舍） | ■上瀧線 | 上行 | 電鐵富山方向 |      |
| 外側 （遠離站舍） | ■上瀧線 | 下行 | 岩峅寺方向   |      |

## 歷史
- 1921年4月25日：隨富山縣營鐵道投入服務而開業。
- 1943年1月1日：富山縣內各鐵道公司整合，併入富山地方鐵道內。

## 利用人數
| 乘車人員推算 | 乘車人員推算 | 乘車人員推算 |
| 年度         | 1日平均人數  |              |
| ------------ | ------------ | ------------ |
| 2004年       | 55           |              |
| 2005年       | 58           |              |
| 2006年       | 56           |              |
| 2007年       | 55           |              |
| 2008年       | 55           |              |
| 2009年       | 59           |              |
| 2010年       | 61           |              |
| 2011年       | 61           |              |

## 相鄰車站
富山地方鐵道
■上瀧線
開發（T66）－月岡（T67）－大（T68）

## 外部連結
- 富山地方鐵道月岡站公式網頁。 （页面存档备份，存于）（日語）